# Comuna Doba, Satu Mare
Doba (în maghiară: Szamosdob) este o comună în județul Satu Mare, Transilvania, România, formată din satele Boghiș, Dacia, Doba (reședința), Paulian și Traian.

## Atracții turistice
- Biserica "Sf. Arhangheli Mihail și Gavril" din satul Boghiș, construită în anul 1858
- Biserica "Nașterea Maicii Domnului" din satul Paulian, construită în anul 1923
- Biserica "Sf. Arhangheli Mihail și Gavril" din satul Traian, construită în anul 1931
- Biserica "Sf. Arhangheli Mihail și Gavril" din satul Doba, construită în anul 1946
- Biserica "Sf. Apostoli Petru și Pavel" din satul Dacia, construită în anul 1951
- Biserica Reformată din satul Boghiș
- Biserica Reformată din satul Doba

## Demografie
Componența etnică a comunei Doba
     Români (62,66%)
     Maghiari (16,25%)
     Romi (11,43%)
     Ucraineni (1,99%)
     Alte etnii (7,67%)
Componența confesională a comunei Doba
     Ortodocși (63,18%)
     Reformați (16,85%)
     Penticostali (4,36%)
     Fără religie (2,18%)
     Romano-catolici (1,99%)
     Alte religii (3,31%)
     Necunoscută (8,12%)
Conform recensământului efectuat în 2021, populația comunei Doba se ridică la 2.659 de locuitori, în scădere față de recensământul anterior din 2011, când fuseseră înregistrați 2.760 de locuitori. Majoritatea locuitorilor sunt români (62,66%), cu minorități de maghiari (16,25%), romi (11,43%) și ucraineni (1,99%). Din punct de vedere confesional, majoritatea locuitorilor sunt ortodocși (63,18%), cu minorități de reformați (16,85%), penticostali (4,36%), fără religie (2,18%) și romano-catolici (1,99%), iar pentru 8,12% nu se cunoaște apartenența confesională.

## Politică și administrație
Comuna Doba este administrată de un primar și un consiliu local compus din 13 consilieri. Primarul, Simona-Narcisa Pataki[*], de la Partidul Național Liberal, este în funcție din 1 noiembrie 2024. Începând cu alegerile locale din 2024, consiliul local are următoarea componență pe partide politice:
|  | Partid                                  | Consilieri | Componența Consiliului | Componența Consiliului | Componența Consiliului | Componența Consiliului | Componența Consiliului | Componența Consiliului |
|  | --------------------------------------- | ---------- | ---------------------- | ---------------------- | ---------------------- | ---------------------- | ---------------------- | ---------------------- |
|  | Partidul Național Liberal               | 6          |                        |                        |                        |                        |                        |                        |
|  | Uniunea Democrată Maghiară din România  | 3          |                        |                        |                        |                        |                        |                        |
|  | Partidul Social Democrat                | 2          |                        |                        |                        |                        |                        |                        |
|  | Alianța pentru Unirea Românilor         | 1          |                        |                        |                        |                        |                        |                        |
|  | Reînnoim Proiectul European al României | 1          |                        |                        |                        |                        |                        |                        |

## Personalități născute aici
- Grigore Rițiu (1892 - 1969), preot greco-catolic, deținut politic;
- Iosif Spădaru (1901 - 1949), învățător, muzician, dirijor.